# Znaki nakazu
     używa 
     używa 
     używa 
     używa  i 
     używa , dawniej 
     nie używa tego typu znaków
     brak informacji

Znaki nakazu na świecie
używa
używa
używa
używa i
używa, dawniej
nie używa tego typu znaków
brak informacji

Znaki nakazu – znaki drogowe wyrażające ustalenia organizacji ruchu w postaci wskazania wymaganego sposobu jazdy oraz obowiązków uczestnika ruchu.
| Typ A     |
| Typ B     |
| Kanada    |
| Argentyna |

## Znaki nakazu w Polsce

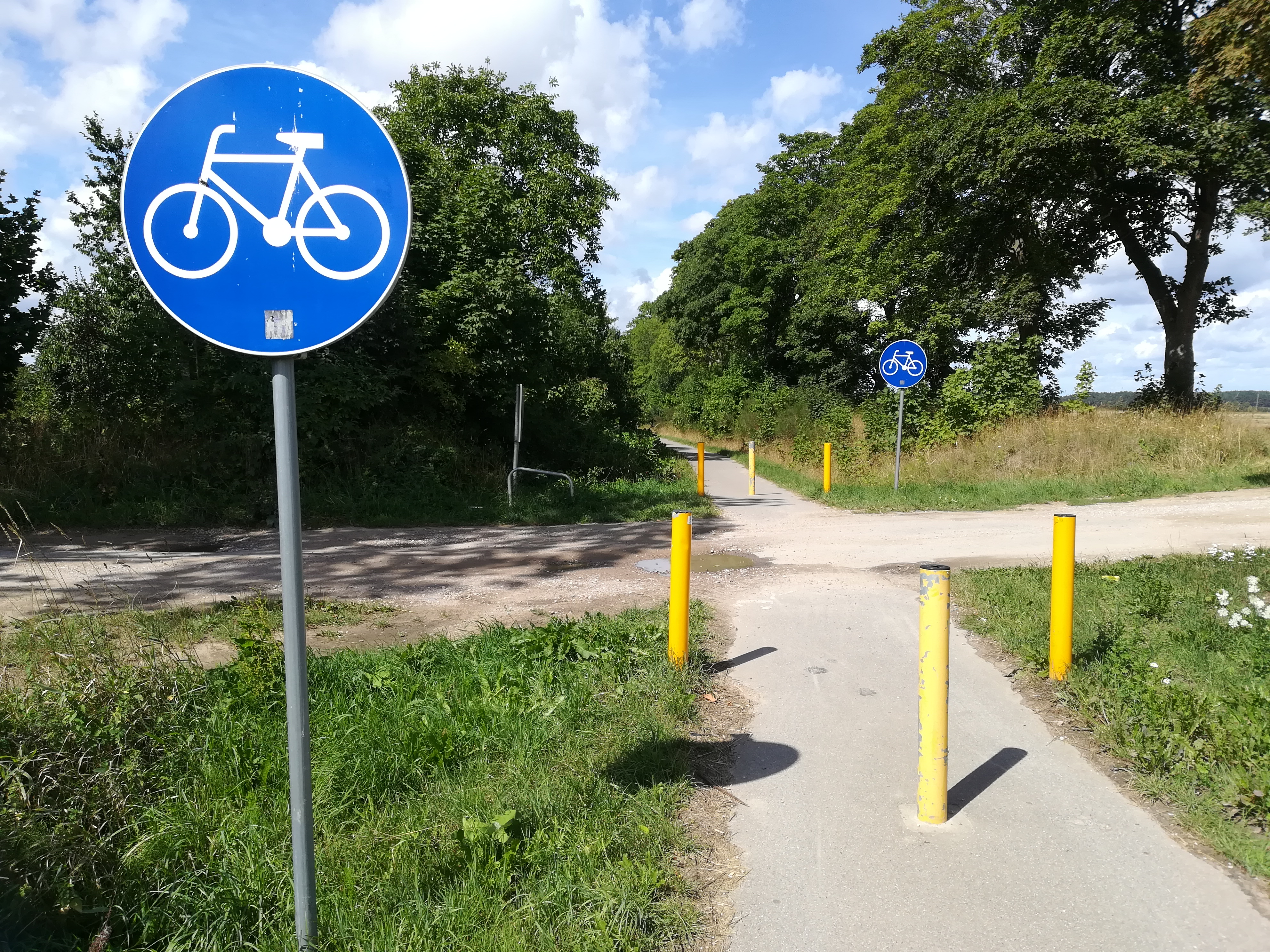
Znak nakazu C-13 „droga dla rowerów”

W Polsce znaki nakazu określa Rozporządzenie w sprawie znaków i sygnałów drogowych (Dz.U. z 2019 r. poz. 2310), a zakres ich stosowania – załącznik nr 1 do Rozporządzenia w sprawie szczegółowych warunków technicznych dla znaków i sygnałów drogowych oraz urządzeń bezpieczeństwa ruchu drogowego i warunków ich umieszczania na drogach (Dz.U. z 2019 r. poz. 2311). Mają kształt koła (z wyjątkiem znaków C-17 „Nakazany kierunek jazdy dla pojazdów z materiałami niebezpiecznymi”), z błękitnym tłem i białym obrazem (z wyjątkiem C-17). W całej Europie stosowany jest jednolity system symboli zgodny z Konwencją wiedeńską o znakach i sygnałach drogowych z 1968 r. (Dz.U. z 1988 r. nr 5, poz. 42). Wspomniana konwencja dopuszcza także dla znaków nakazu białe tło z czerwoną obwódką, czyli taki sam schemat, jak dla znaków zakazu. Taka kolorystyka obowiązuje np. w Irlandii.
Pod znakami nakazu mogą być umieszczone tabliczki dopuszczające odstępstwa od stosowania się do znaku dla niektórych uczestników ruchu.

### Opisy znaków
| Tarcza znaku | Nazwa                                                                 | Szczegóły |
| ------------ | --------------------------------------------------------------------- | --- |
|              | C-1: nakaz jazdy w prawo przed znakiem                                | Znak nakazuje kierującemu skręt w prawo przed znakiem. Znak ten umieszczony jest na przedłużeniu osi części jezdni, jadących którą nakaz dotyczy. Stosowany zwykle na skrzyżowaniach z jezdnią jednokierunkową, gdzie nie ma możliwości jazdy na wprost. |
|              | C-2: nakaz jazdy w prawo za znakiem                                   | Znak nakazuje kierującemu skręt w prawo za znakiem. Znak ten umieszczony jest obok jezdni, której dotyczy i obowiązuje na najbliższym skrzyżowaniu lub w miejscu, gdzie występuje możliwość zmiany kierunku jazdy. |
|              | C-3: nakaz jazdy w lewo przed znakiem                                 | Znak nakazuje kierującemu skręt w lewo przed znakiem. Stosowany analogicznie jak znak C-1. |
|              | C-4: nakaz jazdy w lewo za znakiem                                    | Znak nakazuje kierującemu skręt w lewo za znakiem. Stosowany analogicznie jak znak C-2. |
|              | C-5: nakaz jazdy prosto                                               | Znak nakazuje kierującemu jazdę prosto. Znak obowiązuje na najbliższym skrzyżowaniu lub w miejscu, gdzie występuje możliwość zmiany kierunku jazdy. Często stosowany jest poza skrzyżowaniami na drogach o dużym natężeniu ruchu w celu wyeliminowania skręcania (szczególnie w lewo) pojazdów do obiektów przydrożnych. |
|              | C-6: nakaz jazdy prosto lub w prawo                                   | Znak nakazuje kierującemu jazdę prosto lub w prawo. Stosowany na skrzyżowaniach o więcej niż czterech wlotach, gdy nie można zastosować znaku B-21 „zakaz skręcania w lewo”. |
|              | C-7: nakaz jazdy prosto lub w lewo                                    | Znak nakazuje kierującemu jazdę prosto lub w lewo. Stosowany na skrzyżowaniach o więcej niż czterech wlotach, gdy nie można zastosować znaku B-22 „zakaz skręcania w prawo”. |
|              | C-8: nakaz jazdy w prawo lub w lewo                                   | Znak nakazuje kierującemu jazdę w prawo lub w lewo. Stosowany, gdy zabroniona jest jazda prosto. |
|              | C-9: nakaz jazdy z prawej strony znaku                                | Znak nakazuje kierującemu ominięcie wysepki lub przeszkody na jezdni z prawej strony znaku. Umieszczony na pasie dzielącym drogi oznacza początek jezdni jednokierunkowej. |
|              | C-10: nakaz jazdy z lewej strony znaku                                | Znak nakazuje kierującemu ominięcie wysepki lub przeszkody na jezdni po lewej stronie znaku, lecz nie oznacza jednocześnie jezdni jednokierunkowej. |
|              | C-11: nakaz jazdy z prawej lub z lewej strony znaku                   | Znak nakazuje kierującemu ominięcie wysepki lub przeszkody na jezdni z lewej lub prawej strony znaku. Umieszczany jest w miejscu rozdzielenia jezdni. |
|              | C-12: ruch okrężny (rondo)                                            | Znak nakazuje kierującemu jazdę dookoła wyspy lub placu w kierunku wskazanym na znaku (skrzyżowanie o ruchu okrężnym). Znak C-12 najczęściej występuje łącznie ze znakiem A-7 „ustąp pierwszeństwa”, co oznacza pierwszeństwo kierującego znajdującego się na skrzyżowaniu przed kierującym wjeżdżającym na to skrzyżowanie. W przypadku znaku C-12 występującego samodzielnie, pojazd znajdujący się na skrzyżowaniu ustępuje pierwszeństwa pojazdowi na wjeżdżającemu (zgodnie z zasadą prawej ręki).                                                                                    |
|              | C-13: droga dla rowerów                                               | Znak nakazuje kierującemu rowerem jednośladowym jazdę drogą dla rowerów. |
|              | C-13a: koniec drogi dla rowerów                                       | Znak oznacza koniec drogi przeznaczonej dla kierujących rowerami jednośladowymi. |
|              | C-14: prędkość minimalna                                              | Znak oznacza obowiązek jazdy z prędkością nie mniejszą niż określona na znaku liczbą kilometrów na godzinę przy zachowaniu ograniczeń prędkości wynikających z przepisów ustawy – Prawo o ruchu drogowym, chyba że warunki ruchu lub jego bezpieczeństwo wymagają zmniejszenia prędkości. Zgodnie z art. 19 ustawy – Prawo o ruchu drogowym, kierujący jest w każdej sytuacji zobowiązany jechać z prędkością nieutrudniającą jazdy innym kierującym. Znak C-14 stosowany jest, gdy kierujący nagminnie zmniejszają prędkość jazdy z przyczyn niewynikających ze stanu technicznego drogi. |
|              | C-15: koniec prędkości minimalnej                                     | Znak oznacza miejsce, w którym prędkość minimalna określona znakiem C-14 przestaje obowiązywać. |
|              | C-16: droga dla pieszych                                              | Znak nakazuje pieszym korzystanie z drogi przeznaczonej wyłącznie do ruchu pieszego. Stosowany tam, gdzie ze względu na duże natężenie ruchu pieszego, wyeliminowanie ruchu pojazdów zapewnia poprawę bezpieczeństwa. |
|              | C-16a: koniec drogi dla pieszych                                      | Znak oznacza koniec drogi przeznaczonej tylko dla pieszych. |
|              | C-17: nakazany kierunek jazdy dla pojazdów z towarami niebezpiecznymi | Znak wskazuje kierunek jazdy na skrzyżowaniu dla pojazdów przewożących towary niebezpieczne w ilościach, dla których jest wymagane oznakowanie pojazdu tablicami ostrzegawczymi barwy pomarańczowej. Kierunek wskazany może być symbolem znaku C-2, C-4, C-5, C-6, C-7 lub C-8. Znak stosowany w szczególności do wskazania miejsc postojowych dla pojazdów z towarami niebezpiecznymi, np. w terminalach odpraw celnych. |
|              | C-18: nakaz używania łańcuchów przeciwpoślizgowych                    | Znak oznacza, że kierujący pojazdem silnikowym ma obowiązek stosować łańcuchy przeciwpoślizgowe na co najmniej dwóch kołach napędowych. Stosowany w okresie zimowym na drogach, na których podczas opadów śniegu występują trudności poruszania się pojazdów niewyposażonych w łańcuchy. Umieszczona pod znakiem tabliczka od T-23a do T-23j oznacza, że nakaz dotyczy pojazdów określonych na tabliczce. |
|              | C-19: koniec nakazu używania łańcuchów przeciwpoślizgowych            | Znak oznacza miejsce, w którym nakaz używania łańcuchów przeciwpoślizgowych przestaje obowiązywać. |

## Droga dla pieszych i rowerów
Znak kompilacji C-13 i C-16 oznacza drogę, na której dopuszcza się tylko ruch pieszych i rowerów. Znak złożony jest z symboli ze znaków C-13 „droga dla rowerów” i C-16 „droga dla pieszych” w następujących możliwych konfiguracjach:
| Tarcza znaku | Informacja                                                                                |
| ------------ | ----------------------------------------------------------------------------------------- |
|              | Znak C-13/16 wskazujący ruch rowerów lewą stroną drogi i ruch pieszych prawą stroną drogi |
|              | Znak C-13/16 wskazujący ruch pieszych lewą stroną drogi i ruch rowerów prawą stroną drogi |
|              | Znak C-13/16 wskazujący ruch pieszych i rowerów na tej samej drodze                       |